# Kochkin (Ponezhukái, Adiguesia)
Kochkin (del ruso: Кочкин) es un jútor del raión de Teuchezh en la república de Adiguesia de Rusia. Está situado en la orilla izquierda del río Apchas, 6 km al sur de Ponezhukái y 63 km al noroeste de Maikop, la capital de la república. No tenía población constante en 2010.
Pertenece al municipio Ponezhukáiskoye.